# Slaget om Hongkong
Slaget om Hongkong fandt sted under Stillehavskrigen i 2. verdenskrig. Det begyndte den 8. december 1941 og sluttede den 25. december 1941, da kronkolonien Hongkong overgav sig til Kejserriget Japan.

## Baggrund
Storbritannien begyndte at se Japan som en trussel med afslutningen af den engelsk-japanske alliance i starten af 1920'erne, en trussel, der blev større med udbygningen af den kinesisk-japanske krig. Den 21. oktober 1938 besatte japanerne Canton (Guangzhou) og Hongkong var omringet.
Forskellige British Defence-undersøgelser havde allerede konkluderet, at Hongkong ville være meget svær at forsvare i tilfælde af et japansk angreb, men i midten af 1930'erne var arbejdet begyndt på nyt forsvar, herunder Gin Drinkers' Line.
I 1940 havde briterne besluttet at reducere Hong Kong Garrison til en symbolsk størrelse. Air Chief Marshal Sir Robert Brooke-Popham, den øverstkommanderende for den britiske fjernøstlige kommando (engelsk: British Far East Command), hævdede, at begrænsede forstærkninger kunne gøre det muligt for garnisonen at forsinke et japansk angreb, og vinde tid andetsteds.
Winston Churchill og hans hærchefer betegnede Hong Kong som en forpost, og i første omgang besluttede de ikke at sende flere tropper dertil. I september 1941 fortrød de den beslutning og fremførte, at yderligere forstærkninger ville afskrække japanerne, og forsikre den kinesiske leder Chiang Kai-shek, at Storbritannien virkelig var interesseret i at forsvare kolonien.
I efteråret 1941 accepterede den britiske regering et tilbud fra den canadiske regering om at sende to infanteribataljoner og et brigadehovedkvarter (1.975 mand) for at styrke Hongkonggarnisonen. C Force, som den var kendt. Den ankom den 16. november på troppeskibet Awatea og den væbnede handelskrydser Prince Robert. Styrken havde ikke alt dets udstyr med, da et skib, der transporterede deres køretøjer blev omdirigeret til Manila ved krigens udbrud.
De canadiske bataljoner var Royal Rifles of Canada fra Quebec og Winnipeg Grenadiers fra Manitoba. Royal Rifles havde kun tjent i Newfoundland og Saint John i New Brunswick før deres opgave i Hongkong, og Winnipeg Grenadiers havde været udstationeret på Jamaica. Så mange af de canadiske soldater havde ringe felterfaring, da de ankom i Hongkong.

### Slagorden

#### British Commonwealth
- Infanteri
  - 2nd Battalion, The Royal Scots (The Royal Regiment) 
  - 1st Battalion, The Middlesex Regiment (maskingeværsbataljon) 
  - 5th Battalion, 7th Rajput Regiment 
  - 2nd Battalion, 14th Punjab Regiment 
  - The Winnipeg Grenadiers 
  - The Royal Rifles of Canada 
  - Hong Kong Chinese Regiment 
  - Infantry Companies, Hong Kong Volunteer Defence Corps (HKVDC)

- Artilleri
  - 8th Coast Regiment, Royal Artillery 
  - 12th Coast Regiment, Royal Artillery 
  - 5th Anti-Air Regiment, Royal Artillery 
  - 956th Defence Battery, Royal Artillery 
  - 1st Hong Kong Regiment, Hong Kong and Singapore Royal Artillery /
  - Artillery Batteries, Hong Kong Volunteer Defence Corps (HKVDC)

- Støttende enheder
  - Royal Engineers, RE 
  - Royal Army Service Corps, RASC 
  - Royal Army Medical Corps, RAMC 
  - Royal Signals, RS 
  - Royal Army Ordnance Corps, RAOC 
  - Royal Army Dental Corps, RADC 
  - Royal Army Pay Corps, RAPC 
  - Military Provost Staff Corps 
  - Indian Hospital Corps, IHC 
  - Indian Medical Service, IMS 
  - Royal Indian Army Service Corps, RIASC 
  - Hong Kong Mule Corps 
  - Corps of Military Staff Clerks 
  - Canadian Provost Corps 
  - Royal Canadian Army Medical Corps, RCAMC 
  - Canadian Army Dental Corps 
  - Canadian Service 
  - Royal Canadian Corps of Signals, RCCS 
  - Royal Canadian Army Service Corps, RCASC 
  - Royal Canadian Army Pay Corps, RCAPC 
  - Canadian Postal Corps 
  - Royal Canadian Ordnance Corps, RCOC 
  - Canadian Chaplains Service 
  - Canadian Auxiliary Services 
  - Supporting Units, Hong Kong Volunteer Defence Corps (HKVDC)

#### Kejserriget Japan
- Kejserlige japanske hær
  - 23. armé (Japan)
    - 38. division: 228., 229. og 230. infanteriregimenter
    - 2. uafhængige antitankbataljon
    - 5. uafhængige antitankbataljon
    - 10. uafhængige bjergartilleriregiment
    - 20. uafhængige bjergartilleribataljon
    - 21. mortérbataljon
    - 20. uafhængige ingeniørregiment
    - En radiosignalsdeling
    - En tredjedel af medicinske enhed, 51. division
    - 1. og 2. flodkrydsningsmaterielkompagni, 9. division
    - Tre kompagnier fra 3. uafhængige transportregiment
    - 19. uafhængige transportkompagni
    - 20. uafhængige transportkompagni
    - 21. uafhængige transportkompagni
    - 17. feltvandrensnings- og forsyningsenhed

  - 23. hærsluftenhed
    - 45. luftregiment
    - Element fra 44. uafhængige luftenhed
    - To formationer fra den 10. uafhængige luftenhed
    - 47. luftsfeltsbataljon
    - Elementer fra 67. luftfeltsbataljon
    - 67. luftsfeltskompagni
- Kejserlige japanske flåde
  - 2. kina ekspeditionsflåde

### Forsvarsstillinger
Centrale steder i forsvaret af Hongkong omfattede:
- Wong Nai Chung Gap
- Lye Moon-passagen
- Shing Mun Redoubt
- Gin Drinkers' Line
- Devil's Peak
- Stanley Fort

## Slaget
Det japanske angreb begyndte kort efter 08:00 den 8. december 1941 (lokal tid i Hongkong), mindre end otte timer efter angrebet på Pearl Harbor (på grund af døgnskiftet, der sker på den internationale datolinje mellem Hawaii og Asien, så er Pearl Harbor registreret til at have fundet sted den 7. december). Britiske, canadiske og indiske styrker, under kommando af generalmajor Christopher Maltby, støttet af Hong Kong Volunteer Defence Corps modsatte sig den japanske invasion udført af den japanske 21., 23. og 38. regiment, under kommando af generalløjtnant Takashi Sakai, men var i undertal med næsten fire til en (japanerne, 52.000, allierede, 14.000), og havde ikke deres modstanderes kamperfaring.
Kolonien havde intet væsentlige luftforsvar. RAF Station i Hongkongs Kai Tak-lufthavn havde kun fem fly: to Supermarine Walrus-amfibiefly og tre Vickers Vildebeest torpedo-rekognosceringsbombefly, fløjet og vedligeholdt af syv officerer og 108 piloter. En tidligere anmodning om en jagereskadrille var blevet afvist, og den nærmeste fuldt funktionsdygtige RAF-base Kota Bharu i Malaya lå næsten 2.250 km væk.
Hong Kong manglede også tilstrækkelig flådeforsvar. Tre destroyere skulle trækkes tilbage til Singapore.
Japanerne bombede Kai Tak-lufthavn den 8. december. To af de tre Vildebeest og de to Walrus blev ødelagt af 12 japanske bombefly. Angrebet ødelagde også adskillige civile luftfartøjer, herunder alle undtagen to af de fly, der blev brugt af Air Unit of the Hong Kong Volunteer Forsvar Corp. Personel fra RAF og Air Unit kæmpede derefter videre som landstyrker. To af Royal Navys tre tilbageværende destroyere blev beordret til at forlade Hongkong til Singapore. Kun én destroyer, HMS Thracian, adskillige kanonbåde og en flåde af motortorpedobåde blev tilbage.
Den 8., 9. og 10. december udførte otte amerikanske piloter fra de kinesiske nationale luftfartsmyndigheder, CNAC, og deres besætninger 16 ture mellem Kai Tak-lufthavn og lufthavnene i Namyung og Chongqing (Chungking) i Kina, krigstidshovedstaden for Republikken Kina. Ifølge artikler i New York Times og Chicago Daily fra den 15. december 1941 var piloternes navne Charles L. Sharp, Hugh L. Woods, Harold A. Sweet, William McDonald, Frank L. Higgs, Robert S. Angle, P.W. Kessler og S.E. Scott. Sammen udførte de 16 togter og evakuerede 275 personer, herunder fru Sun Yat-sen, enke efter "nationens fader", og den kinesiske finansminister H.H. Kung.
Commonwealth-styrkerne besluttede sig for ikke at holde Sham Chun-floden og i stedet etablerede tre bataljoner Gin Drinkers' Line på den anden side af bakkerne. Det japanske 38. infanteri under kommando af generalmajor Takaishi Sakai passerede hurtigt Sham Chun-floden ved hjælp af midlertidige broer. Tidligt den 10. december 1941 angreb det 228. infanteriregiment under kommando af oberst Teihichi fra den 38. division Commonwealth-forsvaret ved Shing Mun Redoubt, der var forsvaret af 2nd Battalion Royal Scots, under kommando af oberstløjtnant S. White. Linjen blev brudt efter fem timer, og senere samme dag trak Royal Scots sig også fra Golden Hill. D kompagniet fra Royal Scots modangreb og erobrede Golden Hill. Ved kl. 10:00 var bakken igen taget af japanerne. Dette gjorde situationen i New Territories og Kowloon uholdbar og en evakuering startede den 11. december 1941 under luftbombardement og artillerispærreild. Så meget militær- og havneanlæg som muligt blev ødelagt før tilbagetrækningen. Ved den 13. december var 5/7 Rajputs fra den britiske indiske hær under kommando af oberstløjtnant R. Cadosan-Rowlinson, de sidste Commonwealth tropper på fastlandet, som havde trukket sig tilbage til Hong Kong Island.
Maltby organiserede forsvaret af øen og opdelte den mellem en østbrigade (engelsk: East Brigade) og en vestbrigade (engelsk: West Brigade). Den 15. december begyndte japanerne et systematisk bombardement af øens North Shore. To krav om overgivelse blev fremsat den 13. december og 17. december. Da de blev afvist, krydsede japanske styrker havnen om aftenen den 18. december og gik i land på øens nordøstlige del.  De led kun lette tab, selv om der ikke var nogen effektiv kommando, der kunne opretholdes før daggry. Den nat blev cirka 20 artillerister massakreret på Sai Wan-batteriet efter at de havde overgivet sig. Der var endnu en massakre på fanger, denne gang af medicinsk personale, i Salesian Mission på Chai Wan Road. I begge tilfælde overlevede nogle, der kunne fortælle historien.
Om morgenen den 19. december kastede en canadisk company sergeant major, John Robert Osborn fra Winnipeg Grenadiers sig over en granat og ofrede sig selv for at redde livet for mændene omkring ham. Han blev posthumt tildelt Victoriakorset. Voldsomme kampe fortsatte på Hong Kong Island, men japanerne tilintetgjorde hovedkvarter for vestbrigade (engelsk: West Brigade), der førte til brigadegeneral John K. Lawsons død, den øverstbefalende for vestbrigaden. Et britisk modangreb kunne ikke tvinge dem fra Wong Nai Chung Gap, der sikrede passage mellem centrum og den afsondrede sydlige del af øen. Fra den 20. december blev øen delt i to, hvor de britiske Commonwealth-styrker stadig holdt ud omkring Stanley-halvøen og på den vestlige del af øen. På samme tid ophørte vandforsyningen i takt med, at japanerne erobrede øens vandreservoirer.
Om morgenen den 25. december gik japanske soldater ind i det britiske felthospital i St. Stephen's College, og torterede og dræbte et stort antal sårede soldater og det medicinske personale.
Ved eftermiddagen den 25. december 1941 blev det klart, at yderligere modstand ville være forgæves, og de britiske koloniembedsmænd under ledelse af Hongkongs guvernør, sir Mark Aitchison Young, overgav sig personligt i det japanske hovedkvarter på tredje sal på Peninsula Hong Kong-hotellet. Det var første gang, en britisk kronkoloni overgav sig til en invaderende magt. Garnisonen havde holdt ud i 17 dage. Denne dag er kendt i Hongkong som "sorte jul".

## Eftervirkningerne
Isogai Rensuke blev den første japanske guvernør i Hongkong og indledte derved tre år og otte måneder med kejserlig japansk administration. Japanske soldater terroriserede den lokale befolkning ved bl.a. plyndringer, drab samt ved voldtægt af omkring 10.000 kvinder.
Efter Hongkongs overgivelse til japanerne, førte lokale kinesere guerillakrig i New Territories mod de japanske besættelsestropper. Guerillaerne var aktiv i modstandskomapen indtil slutningen af den japanske besættelse. Japansk gengældelse mod guerillaerne bestod bl.a. i at jævne flere landsbyer med jorden. Vestlige historiebøger om emnet har ikke dækket deres handlinger.[kilde mangler] Modstandsgrupper blev kendt som Gangjiu og Dongjiang-styrker.
Allierede civile statsborgere blev interneret i Stanley Internment Camp. Oprindeligt var der 2400, selvom det antal blev reduceret efter nogle hjemsendelser under krigen. Internerede, der døde sammen med fanger henrettet af japanerne, ligger begravet på Stanley Cemetery.
Britisk suverænitet blev genindført i 1945 ved de japanske styrkers overgivelse den 15. august; seks dage efter, at USA kastede atombomben over Nagasaki.
General Takashi Sakai, der ledede invasion af Hongkong og senere fungerede som guvernør, blev dømt som krigsforbryder og henrettet ved skydning i 1946.
De Allierede, der døde i slaget, herunder britiske, canadiske og indiske soldater, blev senere begravet på Sai Wan Military Cemetery og Stanley Military Cemetery. I alt 1.528 soldater, primært fra Commonwealth, ligger begravet der. Der er også grave for andre allierede soldater, der døde i regionen under krigen og nogle hollandske søfolk, der var genbegravet i Hongkong efter krigen.
Det koloniale våbenskjold for Hongkong, der blev brugt fra 1959, indeholdt et murkrone for at fejre forsvaret af Hongkong under 2. verdenskrig. Våbnet var i brug indtil 1997, da det blev erstattet af den nuværende regionale emblem.
Lei Yue Mun Fort mistede i efterkrigstiden sin militære betydning. Efter krigen blev det frem til 1987 anvendt som et træningsområde for de britiske styrker, hvorefter det blev forladt. På grund af sin historiske betydning og unikke arkitektoniske elementer besluttede det tidligere Urban Council i 1993 at bevare og udvikle Lei Yue Mun Fort til Hong Kong Museum of Coastal Defence.
Den nærliggende Sai Wan Battery, med bygninger opført i 1890, husede Depot and Record Office of the Hong Kong Military Service Corps i næsten fire årtier efter krigen. Kasernen blev overgivet til regeringen i 1985 og blev omdannet til Lei Yue Mun Park and Holiday Village.

### Fanger
Krigsfanger blev sendt til:
- Sham Shui Po POW Camp
- Argyle Street Camp til officere
- North Point Camp primært til canadierne og Royal Navy
- Ma Tau Chung-lejren for indiske soldater
- Yokohama-lejren i Japan
- Fukuoka-lejren i Japan
- Osaka-lejren i Japan

267 canadierne fanget under slaget omkom i japanske krigsfangelejre, hovedsageligt på grund af mishandling og misbrug. I december 2011 undskyldte Toshiyuki Kato, Japans parlamentariske viceudenrigsminister, mishandlingen af en gruppe canadiske veteraner fra slaget i Tokyo.

### Udmærkelser
John Robert Osborn (2. januar 1899 – 19. december 1941) blev tildelt det første Victoriakors, den højeste og mest prestigefyldte pris for tapperhed over for fjenden, der kan tildeles britiske og Commonwealth styrker, til en canadier for handlinger under 2. verdenskrig. Han så en japansk granat rulle ind gennem døren til bygningen, hvor Osborn og hans canadiske Winnipeg Grenadiers var og tog sin hjelm af og kastede sig over granaten og reddede livet for ti canadiske soldater. Han blev født i Norfolk i England.
Gander var en Newfoundlænder, der posthumt blev tildelt Dickin Medal, "dyrenes Victoriakors " i 2000 for sine handlinger under 2. verdenskrig, den første pris i over 50 år. Han tog en kastet japansk håndgranat og løb med den mod fjenden, og døde i eksplosionen, men reddede livet for flere sårede canadiske soldater.

## Yderlig læsning

### Bøger
- Tony Banham (2009). We Shall Suffer There: Hong Kong's Defenders Imprisoned, 1942-1945 (engelsk). Hong Kong University Press. 978-962-209-960-9.
- Burton, John (2006). Fortnight of Infamy: The Collapse of Allied Airpower West of Pearl Harbor (engelsk). US Naval Institute Press. ISBN 1-59114-096-X.
- Charles G. Roland (2001). Long Night's Journey Into Day: Prisoners of War in Hong Kong and Japan, 1941-1945 (engelsk). Wilfrid Laurier University Press. ISBN 0-88920-362-8.

### Eksterne links
- (engelsk) Hong Kong Veterans Commemorative Association
- (engelsk) BBC submissions
- (engelsk) Officielle report af generalmajor C.M Maltby, G.O.C. Hong Kong
- (engelsk) Royal Engineers Museum Arkiveret 20. maj 2006 hos  Wayback Machine Royal Engineers og 2. verdenskrig – Fjernøsten
- http://www.wwii.ca/page42.html Arkiveret 24. januar 2012 hos  Wayback Machine – canadiere og slaget om Hongkong.
- (engelsk) MTB The 2nd MTB Flotilla escapes from Hong Kong
- (engelsk) GUEST OF HIROHITO by Kenneth Cambon, M.D. Story of the youngest royal rifle Arkiveret 16. august 2011 hos  Wayback Machine
- (engelsk) The Defence of Hong Kong: December 1941 by Terry CoppPDF (arkivet fra the original den 28. maj 2008)
- (engelsk) Report No. 163 Canadian Participation in the Defence of Hong Kong, December, 1941PDF (299 KB) (arkiveret version siden den 24. august 2006)
- (engelsk) The Fall of Hong Kong
- (engelsk) The Hong Kong Defence
- Thomas David Frank Evans, Roll Call at Oeyama, P.O.W. Remembers, 1985
- (engelsk) Hong Kong War Diary – Current research into the Battle
- (engelsk) Battle of Hong Kong Background and Battlefield Tour Points of Interest af Tony Banham
- Snow, Philip (juli 2003). The Fall of Hong Kong: Britain, China, and the Japanese Occupation (engelsk). Yale University Press. ISBN 0-300-09352-7 (hardback); ISBN 0-300-10373-5 (paperback).
- (engelsk) "The detailed story of the actual battle and a tribute to Major Maurice A. Parker, CO "D" Coy, Royal Rifles of Canada.
- http://www.hkvca.ca/historical/accounts/Al%20Babin/index.htm Arkiveret 5. marts 2012 hos  Wayback Machine
- http://www.memoriesuninvited.com/ Arkiveret 19. februar 2012 hos  Wayback Machine
- (engelsk) "Story of the Stanford family and the effect of the fall of Hong Kong in 1941."
- L, Klemen (1999-2000). "Forgotten Campaign: The Dutch East Indies Campaign 1941-1942" (engelsk). Arkiveret fra originalen 26. juli 2011. Hentet 25. december 2011.

22°16′57″N 114°09′40″Ø / 22.2825°N 114.1611°Ø